# 산청 청송사 소나무
산청 청송사 소나무(山淸 靑松寺 소나무)는 대한민국 경상남도 산청군 시천면 중산리에 있는 소나무이다. 2010년 6월 17일 경상남도의 기념물 제275호로 지정되었다.

## 개요
소나무는 소나뭇과의 상록 침엽 교목으로 학명은 Pinus densiflora S. et Z.이다. 소나무 꽃은 4~5월에 개화하고 열매는 구과로서 다음 해 9~10월에 열린다.
청송사 소나무는 산청군 시천면 중산리 대한불교 조계종 청송사 경내에 있는데 높이가 14~17m, 둘레가 3.9m이다. 연륜 측정 상 약 400~500년 생으로 추정되는 노거수로서 수관이 한 곳으로 뻗어 수형이 좋아, 지난 1987년 보호수로 지정되어 오다가 2007년 1월에 산청군이 문화재 지정 신청을 하여 시도 기념물로 지정되었다. 신라 말기 학자인 최치원이 전국을 유람하다가 지리산 밑에 있는 청송사에 이르러 소나무를 심었으나, 초기에 죽고 그 뒤 한 그루의 소나무가 살아난 것이 지금의 청송사 소나무라고 전하고 있다.

## 참고 문헌
- 산청 청송사 소나무 - 국가유산청 국가유산포털